# Доктор Ху (24. сезона)
Двадесет четврта сезона британске научнофантастичне телевизијске серије Доктор Ху је почела 7. септембра 1987. првом епизодом Силвестера Мекоја Време и Рани (1. део), а завршила се епизодом Змајска ватра (3. део). Џон Нејтан-Тарнер је продуцирао серију, а уредник сценарија био је Ендру Картмел.

## Производња
Колин Бејкер (склопљен уговор на четири године почевши од 1985.) првобитно је требало да понови своју улогу Шестог Доктора пре отказа на захтев Мајкла Грејда који је рекао да ће се 24. сезона десити само ако нови глумац преузме главну улогу. Бејкеру је понуђена прилика да сними једну причу од четири дела која се завршава смрћу његовог лика, али је он одбио (пошто није желео да пропусти друге послове у међувремену), уместо тога понудивши да одради целу сезону и оде на крају сезоне. ББЦ никада није одговорио на његово писмо. Да је Бејкер поновио своју улогу, прича у којој се Шести Доктор и Мел правилно састају по први пут, отворила би сезону.
Нови лого за серију представљен је ове сезоне заједно са новом секвенцом уводних шпица која се удаљила од мотива "звездане прашине" представљеног 1980. године пошто је продуцент Џон Нејтан-Тернер сматрао да је време да серија има потпуно нови изглед. Као и код уводне шпице из ере Шестог Доктора, увод у Седмом Доктору не користи статичну слику Доктора, већ ону са ограниченом анимацијом: слика Доктора почиње као намргођена, затим бледи до намигивања праћена осмех. Мекој носи шминку која његовом лицу и коси даје сребрно-сиви изглед. Епизода Време и Рани (4. део) грешком користи ранију варијанту ове секвенце која Докторовом лицу даје мрачни изглед за који је продуцент Џон Нејтан-Тарнер сматрао да није довољно истакнут.

### Музика
Кеф Мекуло је договорио нову уводну тему. Коришћена је до краја редовног циклуса серије. Нови тематски аранжман означио је први пут од раног дела ере Другог Доктора да се део „средњих осам“ теме редовно слушао током уводних шпица (претходна два аранжмана су користила средњу осам само током одјавне шпице).

## Улоге

### Главни
- Силвестер Мекој као Седми Доктор
- Бони Ленгфорд као Мел Буш

#### Нова пратитељка
Одлазак Бони Ленгфорд довео је до планова за увођење новог пратиоца. Међутим, због тога што Ленгфордова није одлучила када ће заправо напустити серију, продуцент Џон Нејтан-Тарнер је замолио писце Малколма Кола и Ијана Бригса да формулишу ликове који би могли да буду искоришћени као могући пратиоци. Кол је створио лик у свом сценарију под називом Лет Кимерон (који је на крају обликовао као Делта и Банермени) по имену Реј. У почетку се чинило да ће лет Кимерона бити последњи серијал сезоне у којој ће Реј отићи са Доктором. Међутим, у време када је дошло до продукције и заказивања за сезону, Колов серијал је замењен у редоследу рада са серијалом Ијана Бригса (који је постао Змајска ватра) и довео је до стварања Бригса који је на крају постао Ејс заузевши Мелино место са Доктором.

### Епизодни
- Софи Алдред као Ејс (епизоде 12−14)

## Епизоде
Ендру Картмел преузима функцију уредника сценарија. Ова сезона је померена на распоред за понедељак.
Претходна сезона, иако је наводно била један серијал од 14 делова, била је подељена на три приче од четири епизоде и једну од две епизоде. За ову сезону, ово је поново уклопљено у нови формат који ће се пратити у наредне три године, са паром четвороделних и паром троделних серијала. Не ралунајући серијал Два Доктора који је имао епизоде у трајању од 45 минута, серијал Делта и Банермени је био прва серијал од 3 дела стандардног формата (25 минута) од серијала Планета дивова у 2. сезони.
| Бр. еп. (укупно) | Бр. еп. (у сезони) | Наслов                        | Редитељ       | Сценариста               | Премијера           | Гледаност у Британији (милиони) |
| --- | ------------------ | ----------------------------- | ------------- | ------------------------ | ------------------- | ------------------------------- |
| 654 | 1                  | "Време и Рани (1. део)"       | Ендру Морган  | Пип Бејкер и Џејн Бејкер | 7. септембар 1987.  | 5.10                            |
| Рани којој је потребна Докторова стручност обара његов ТАРДИС и слеће га на планету Ликертију где Доктор умире и потом се регенерише. Она биохемијски изазива селективну амнезију пре него што се преруши у Мела како би га на превару натерала да поправи једну од њених покварених машина. Права Мел? Остављена у ТАРДИС-у, жива, али несвесна, где је проналази суморни побуњеник Лакертјан који затим бежи са њом. |                    |                               |               |                          |                     |                                 |
| 655 | 2                  | "Време и Рани (2. део)"       | Ендру Морган  | Пип Бејкер и Џејн Бејкер | 14. септембар 1987. | 4.20                            |
| Ранина превртљивост ненамерно поставља Доктора и Мела једно против другог - она је још видела Доктора у његовој новој регенерацији, а он верује да је Мел прерушена Рани, и свако мислећи да је ово друго агент највећег зла које треба срушити. Остају још два неодговорена питања: Зашто је Рани скупила геније и зашто се петља са „чудном материјом“. |                    |                               |               |                          |                     |                                 |
| 656 | 3                  | "Време и Рани (3. део)"       | Ендру Морган  | Пип Бејкер и Џејн Бејкер | 21. септембар 1987. | 4.30                            |
| Солстициј се ближи па је време да Рани остваре своје планове. Докторове симпатије према Бејусу, владару Ликертана, прилично су квалификоване. Бејусово срце је за свој народ, али нешто га подстиче да у потпуности сарађује у помагању Рани да остваре све своје циљеве. Одговор, како му је речено, лежи у Центру за слободно време. |                    |                               |               |                          |                     |                                 |
| 657 | 4                  | "Време и Рани (4. део)"       | Ендру Морган  | Пип Бејкер и Џејн Бејкер | 28. септембар 1987. | 4.90                            |
| Рани, коначно, повезује Доктора са својом великом машином за мозак, крунским драгуљем у њеном пакету генија који су окупљени да би претворили саму Лакертју у једну огромну церебралну масу способну да преусмери време било где у универзуму, дајући јој апсолутну моћ над свим стварање. |                    |                               |               |                          |                     |                                 |
| 658 | 5                  | "Рајски торњи (1. део)"       | Николас Малет | Стивен Вајат             | 5. октобар 1987.    | 4.50                            |
| Доктор и Мел посећују Рајске торње, стамбени комплекс у 21. веку, али откривају да је пун пацова и уништен. Рајски торњи насељавају Рези (старије жене, од којих су барем неке људождерке), Канге (лутале банде тинејџерки), Пекс (кукавички млади ратник који себе проглашава за локалног хероја) и чувари предвођени шефом чији је посао да стамбено насеље буде у реду. Али Доктор и Мел откривају да роботски чистачи убијају све у Рајски торњи, једног по једног. Кривац је Кроањон, награђивани архитекта зграде који планира да ослободи Рајске торње свих оних који живе у њој. |                    |                               |               |                          |                     |                                 |
| 659 | 6                  | "Рајски торњи (2. део)"       | Николас Малет | Стивен Вајат             | 12. октобар 1987.   | 5.20                            |
| Доктор се поново уједињује са Црвеним Канговима како би се запитао зашто нико не доводи у питање сталан број смртних случајева у Рајским торњима. На другом месту, Мел се сусреће са Плавим Канговима који откривају да Пекс, усамљени младић у комплексу (који прича добру игру док прати Мел), није ни приближно херојски и способан борац којим се стално хвали. |                    |                               |               |                          |                     |                                 |
| 660 | 7                  | "Рајски торњи (3. део)"       | Николас Малет | Стивен Вајат             | 19. октобар 1987.   | 5.00                            |
| Доктор открива да је велики архитекта Рајских торња Кроањон такође одговоран за Чудесни град, злогласно станиште убице. Иако случајне околности дозвољавају Мел да избегне састанак на вечери са пар бака људождера, Доктор схвата да се сви морају удружити или бити предодређен за јеловник веће срамоте који вреба у подруму. |                    |                               |               |                          |                     |                                 |
| 661 | 8                  | "Рајски торњи (4. део)"       | Николас Малет | Стивен Вајат             | 26. октобар 1987.   | 5.00                            |
| Састајући се код базена, Доктор предводи преживеле Резије, Кангове и чуваре док они заједно повлаче линију на 245. спрату против систематског чишћења целог живота од стране Кроагнона и његових роботских чистача. |                    |                               |               |                          |                     |                                 |
| 662 | 9                  | "Делта и Барјактари (1. део)" | Крис Кло      | Малколм Кол              | 2. новембар 1987.   | 5.30                            |
| Банермени су успешно збрисали све осим последњег од Химерона - Делту, краљицу, ни мање ни више. Она бежи са јајетом и укрцава се у интергалактички аутобус туриста из Наварина који се крећу ка Земљи из 1959. да посете Дизниленд. У том аутобусу је Мел, а прати је Доктор у свом ТАРДИС-у. |                    |                               |               |                          |                     |                                 |
| 663 | 10                 | "Делта и Барјактари (2. део)" | Крис Кло      | Малколм Кол              | 9. новембар 1987.   | 5.10                            |
| Банермени долазе на Земљу захваљујући сигналу опортунистичког ловца на главе који препознаје Делту. Дизниленд је безбедан због судара са сателитом који преусмерава туристе у камп за одмор Шангри-Ла у Јужном Велсу. Тамо, логорски механичар је погођен краљицом Делтом и њеном тек излегнутом зеленом бебом. |                    |                               |               |                          |                     |                                 |
| 664 | 11                 | "Делта и Барјактари (3. део)" | Крис Кло      | Малколм Кол              | 16. новембар 1987.  | 5.40                            |
| Докторова журка се окупља у кући старијег пчелара где млада химеронска принцеза погађа још један налет раста који открива разлог зашто Банермени желе да се Цхимерон збрише. У међувремену, Гаврок поставља смртоносну замку испред Докторовог ТАРДИС-а, а Били доноси непромишљену и неопозиву одлуку. |                    |                               |               |                          |                     |                                 |
| 665 | 12                 | "Змајска ватра (1. део)"      | Крис Кло      | Ијан Бригс               | 23. новембар 1987.  | 5.50                            |
| У Леденом свету, трговачкој луци на мрачној страни планете Свартос, Доктор пролази поред Сабалома Глица и придружује му се у потрази за благом у замрзнутим пећинама планете где се прича да живи змај. У међувремену Мел и недавно отпуштена конобарица по имену Ејс налећу на Кејна, леденог директора Леденог света, чији смрзнути додир значи смрт. |                    |                               |               |                          |                     |                                 |
| 666 | 13                 | "Змајска ватра (2. део)"      | Крис Кло      | Ијан Бригс               | 30. новембар 1987.  | 5.00                            |
| Док Мел и Ејс беже од Глицових бивших чланова посаде (које је он продао Кејну), официри Белаз и Кракауер кују заверу да збаце Кејна. Доктор, у међувремену, открива да заиста постоји змај у леденим пећинама, за који се испоставило да је био-механоид са веома занимљивом функцијом. |                    |                               |               |                          |                     |                                 |
| 667 | 14                 | "Змајска ватра (3. део)"      | Крис Кло      | Ијан Бригс               | 7. децембар 1987.   | 4.70                            |
| Најзад сазнавши боравиште несталог кључа свог свемирског брода, Кејн је уловио змаја и Ледени свет свирепо очистио од свих посетилаца, али, Доктор, посећујући Ледену башту, сазнаје нешто значајно што ће омести Кејнове велике планове за освету домаћег света. |                    |                               |               |                          |                     |                                 |

## Емитовање
Цела сезона је емитована од 7. септембра до 7. децембра 1987. Емитовање ове сезоне је померено на понедељак увече. На овај начин, ББЦ1 га је заказао против серије Крунисанска улица на ИТВ-у, обезбеђујући борбу за гледаност.